# فريدريك فيري
فريدريك فيري (بالإنجليزية: Frederick Feary)‏ (10 أبريل 1912 – 20 أبريل 1994) هو ملاكم أمريكي راحل، مثّل بلاده في الألعاب الأولمبية الصيفية 1932.

## روابط خارجية
فريدريك فيري على موقع بوكس ريك (الإنجليزية) (registration required)
- فريدريك فيري على موقع أوليمبيديا (الإنجليزية)